# 461 Ocean Boulevard
461 Ocean Boulevard — второй сольный студийный альбом британского музыканта Эрика Клэптона, выпущенный лейблом RSO Records в июле 1974 года. 461 Ocean Boulevard — один из самых известных, высоко оценённых критиками и коммерчески успешных альбомов Клэптона. Он занял 409-е место в списке 500 величайших альбомов всех времён по версии журнала Rolling Stone.
В 2004 году было выпущено ремастированное издание альбома на двух компакт-дисках, которое помимо песен альбома включало отрывки из двух концертных выступлений в Hammersmith Odeon и бонус-треки в виде студийных джем-сейшнов периода записи пластинки.

## Об альбоме
461 Ocean Boulevard является вторым студийным альбомом Клэптона в его сольной карьере, начавшейся после завершения проекта Derek and the Dominos. Этот альбом вышел спустя почти четыре года после его дебютного сольного диска, главным образом, из-за проблем, вызванных героиновой зависимостью Клэптона. Альбом был записан в апреле-мае 1974 года на студии Criteria Studios в Майами (штат Флорида, США). Во время работы над ним Клэптон жил в расположенном неподалёку городке Голден-Бич в доме по адресу 461 Ocean Boulevard, который он использовал в качестве названия альбома (на обложке изображена фотография этого дома).
Этот альбом включает в себя композицию «I Shot the Sheriff», одну из самых известных песен Клэптона, являющуюся блюзовой кавер-версией одноимённо композиции ямайского музыканта Боба Марли. Незадолго до выхода 461 Ocean Boulevard эта композиция Клэптона была выпущена в виде сингла, занявшего первое место в Billboard Hot 100.
В 2004 году вышло юбилейное ремастированное переиздание на двух дисках («deluxe edition»). Первый диск включает все композиции оригинального издания 1974 года и несколько дополнительных композиций, записанных в студии. Второй диск содержит записи, сделанные 4 и 5 декабря 1974 года на концерте в Лондоне. В 2013 году лейбл Polydor Records выпустил бокс-сет из пяти компакт-дисков под общим названием  Give Me Strength. The '74/'75 Recordings, содержащий переизданные, ремастированные и ранее не издававшиеся записи Клэптона. Первый диск содержит расширенную версию альбома 461 Ocean Boulevard.

## Список композиций
| №  | Название                   | Автор(ы)                                        | Длительность |
| -- | -------------------------- | ----------------------------------------------- | ------------ |
| 1. | «Motherless Children»      | народная, аранжировка: Эрик Клэптон, Карл Рэйдл | 4:55         |
| 2. | «Give Me Strength»         | Клэптон                                         | 2:51         |
| 3. | «Willie and the Hand Jive» | Джонни Отис                                     | 3:45         |
| 4. | «Get Ready»                | Клэптон, Ивонн Эллиман                          | 3:50         |
| 5. | «I Shot the Sheriff»       | Боб Марли                                       | 4:30         |

| №  | Название             | Автор(ы)       | Длительность |
| -- | -------------------- | -------------- | ------------ |
| 1. | «I Can’t Hold Out»   | Элмор Джеймс   | 4:10         |
| 2. | «Please Be With Me»  | Скотт Бойер    | 3:25         |
| 3. | «Let It Grow»        | Клэптон        | 4:57         |
| 4. | «Steady Rollin’ Man» | Роберт Джонсон | 3:14         |
| 5. | «Mainline Florida»   | Джордж Терри   | 4:05         |

| №   | Название                   | Автор(ы)                              | Длительность |
| --- | -------------------------- | ------------------------------------- | ------------ |
| 1.  | «Motherless Children»      | народная, аранжировка: Клэптон, Рэйдл | 4:55         |
| 2.  | «Give Me Strength»         | Клэптон                               | 2:54         |
| 3.  | «Willie and the Hand Jive» | Отис                                  | 3:31         |
| 4.  | «Get Ready»                | Клэптон, Эллиман                      | 3:47         |
| 5.  | «I Shot the Sheriff»       | Марли                                 | 4:25         |
| 6.  | «I Can’t Hold Out»         | Джеймс                                | 4:14         |
| 7.  | «Please Be With Me»        | Бойер                                 | 3:26         |
| 8.  | «Let It Grow»              | Клэптон                               | 5:00         |
| 9.  | «Steady Rollin’ Man»       | Джонсон                               | 3:14         |
| 10. | «Mainline Florida»         | Терри                                 | 4:09         |

| №   | Название                       | Автор(ы)                 | Длительность |
| --- | ------------------------------ | ------------------------ | ------------ |
| 11. | «Walkin’ Down the Road»        | Алан Масгрейв, Пол Левин | 5:17         |
| 12. | «Ain’t That Loving You»        | Джимми Рид               | 5:30         |
| 13. | «Meet Me (Down at the Bottom)» | Вилли Диксон             | 6:59         |
| 14. | «Eric After Hours Blues»       | Клэптон                  | 4:23         |
| 15. | «B Minor Jam»                  | Клэптон                  | 7:11         |

| №   | Название                                                                | Автор(ы)                                   | Длительность |
| --- | ----------------------------------------------------------------------- | ------------------------------------------ | ------------ |
| 1.  | «Smile»                                                                 | Чарли Чаплин, Джеффри Парсонс, Джон Тёрнер | 4:39         |
| 2.  | «Let It Grow»                                                           | Клэптон                                    | 6:23         |
| 3.  | «Can’t Find My Way Home»                                                | Стив Уинвуд                                | 4:49         |
| 4.  | «I Shot the Sheriff»                                                    | Марли                                      | 7:49         |
| 5.  | «Tell the Truth»                                                        | Клэптон, Бобби Уитлок                      | 7:03         |
| 6.  | «The Sky Is Crying / Have You Ever Loved a Woman / Ramblin’ on My Mind» | Джеймс / Билли Майлс / Джонсон             | 7:23         |
| 7.  | «Little Wing»                                                           | Джими Хендрикс                             | 6:49         |
| 8.  | «Singin’ the Blues»                                                     | Дон Роби, Джо Медвик                       | 7:42         |
| 9.  | «Badge»                                                                 | Клэптон, Джордж Харрисон                   | 8:36         |
| 10. | «Layla»                                                                 | Клэптон, Джим Гордон                       | 5:26         |
| 11. | «Let It Rain»                                                           | Бонни Брамлетт, Клэптон                    | 6:33         |

## Участники записи
Приведены по сведениям баз данных Discogs и AllMusic.
- Эрик Клэптон — вокал, гитара, добро, аранжировки
- Ивонн Эллиман — вокал
- Дик Симс — клавишные
- Джордж Терри[англ.] — гитара, вокал
- Карл Рэйдл — бас-гитара, аранжировки
- Джейми Олдэкер[англ.] — ударные, перкуссия

| Приглашённые музыканты - Аль Джексон (младший) — ударные в «Give Me Strength» - Альби Галутен — синтезатор, фортепиано, клавикорд - Том Бернфилд — бэк-вокал Технический персонал - Том Дауд — музыкальный продюсер - Билл Левенсон — продюсер Deluxe Edition - Рон Фокус — звукорежиссёр | Технический персонал - Энди Найт — звукооператор - Карл Ричардсон — звукооператор - Суха Гур — инженер мастеринга - Дарси Пропер — инженер мастеринга - Боб Дефрин — арт-директор, дизайн - Дэвид Гар — фотограф - Райан Нулл — фотокоординация |

## Позиции в хит-парадах и сертификации
| Год       | Хит-парад                                  | Высшая позиция | Пребывание в чарте |
| --------- | ------------------------------------------ | -------------- | ------------------ |
| 1974—1975 | Австралия (Kent Music Report)              | 2              | нет данных         |
| 1974—1975 | Великобритания (UK Albums Chart)           | 3              | 19 недель          |
| 1974—1975 | Италия (Musica e dischi)                   | 24             | 1 неделя           |
| 1974—1975 | Канада (RPM 100 Albums)                    | 1              | 21 неделя          |
| 1974—1975 | Нидерланды (Nationale Hitparade LP Top 20) | 4              | 9 недель           |
| 1974—1975 | Новая Зеландия (RMNZ)                      | 38             | 3 недели           |
| 1974—1975 | Норвегия (VG-lista)                        | 4              | 24 недели          |
| 1974—1975 | США (Billboard Top LP’s & Tape)            | 1              | 25 недель          |
| 1974—1975 | Финляндия (Suomen virallinen lista)        | 10             | 24 недели          |
| 1974—1975 | ФРГ (Offizielle Top 100)                   | 11             | 6 недель           |

| Хит-парад (1974)                   | Позиция |
| ---------------------------------- | ------- |
| Австралия (Kent Music Report)      | 18      |
| Италия (FIMI)                      | 86      |
| Канада (RPM Year-End)              | 5       |
| Нидерланды (Buma/Stemra)           | 22      |
| США (Billboard Top Popular Albums) | 88      |
| ФРГ (Jahrescharts Deutschland)     | 50      |

| Регион                                                      | Сертификация | Продажи    |
| ----------------------------------------------------------- | ------------ | ---------- |
| США (RIAA)                                                  | Платиновый   | 1 000 000^ |
| ^ Данные о тиражах приведены только на основе сертификации. |              |            |